# McCoy Stadium
Le McCoy Stadium est un stade de baseball situé à Pawtucket dans l'État de Rhode Island.
Depuis  1970, c'est le terrain de jeu à domicile de l'équipe Triple-A des Red Sox de Pawtucket de la Ligue internationale. Le McCoy Stadium a une capacité de 10 031 places assises. C'est à cet endroit qu'est joué en 1981 le plus long match de baseball professionnel de l'histoire.

## Histoire
Le stade est construit grâce à la volonté du maire de Pawtucket, Thomas P. McCoy, qui lance ce projet en 1938. La pose de la première pierre a lieu le 3 novembre 1940. Achevée en 1942, l'enceinte entre en service en 1946.